# Ilketshall St Lawrence
Ilketshall St Lawrence eller St. Lawrence, Ilketshall är en by och en civil parish i distriktet East Suffolk. i Storbritannien. Den ligger i grevskapet Suffolk och riksdelen England, i den sydöstra delen av landet, 150 km nordost om huvudstaden London. Orten har 158 invånare (2011).